# Resolutie 966 Veiligheidsraad Verenigde Naties
Resolutie 966 van de Veiligheidsraad van de Verenigde Naties werd unaniem aangenomen op 8 december 1994. Deze resolutie verlengde de UNAVEM II-missie in Angola met twee maanden.

## Achtergrond
Nadat Angola in 1975 onafhankelijk was geworden van Portugal, keerden de verschillende onafhankelijkheidsbewegingen zich tegen elkaar om de macht. Onder meer Zuid-Afrika en Cuba mengden zich in de burgeroorlog, tot ze zich in 1988 terugtrokken. De VN-missie UNAVEM I zag toe op het vertrek van de Cubanen. Een staakt-het-vuren volgde in 1990, en hiervoor werd de UNAVEM II-missie gestuurd. In 1991 werden akkoorden gesloten om democratische verkiezingen te houden die eveneens door UNAVEM II zouden worden waargenomen.

## Inhoud

### Waarnemingen
Op 20 november 1994 werd het Lusaka-Protocol getekend, wat een belangrijke stap op weg naar vrede en verzoening in Angola was. Moest er ook een staakt-het-vuren zijn, dan zou de VN-aanwezigheid in dat land aanzienlijk uitgebreid kunnen worden. Nieuwe vertragingen in de uitvoering van de vredesakkoorden was onaanvaardbaar. Er was ernstige bezorgdheid over nieuwe gevechten die deze akkoorden, het gesloten protocol en het mandaat van UNAVEM II op de helling zetten.

### Handelingen
Om toe te zien op het staakt-het-vuren dat met het Lusaka-Protocol was ingesteld werd UNAVEM II verlengd tot 8 februari 1995. Angola en de UNITA werden geprezen om het gesloten protocol en opgeroepen het staakt-het-vuren erin na te leven. De Veiligheidsraad zou dat van nabij opvolgen. Secretaris-generaal Boutros Boutros-Ghali breidde het aantal manschappen van de UNAVEM II-missie intussen uit, maar dit hing verder af van de naleving van het staakt-het-vuren en de veiligheid van haar personeel. Ook zou de secretaris-generaal een rapport indienen over een eventuele nieuwe VN-operatie in Angola. De Veiligheidsraad was van zijn kant van plan om
de rol van de VN in Angola tegen 8 februari 1995 te herzien.
Intussen werd de hervatting van de hulpoperaties in Angola verwelkomd. Beide partijen moesten de veiligheid van de hulpverleners en ongehinderde doorgang van de hulp verzekeren. Ten slotte werd de secretaris-generaal gevraagd de Veiligheidsraad op de hoogte te houden over de verdere ontwikkelingen in Angola en in te lichten over een omvangrijk ontmijningsprogramma in dat land.

## Verwante resoluties
- Resolutie 945 Veiligheidsraad Verenigde Naties
- Resolutie 952 Veiligheidsraad Verenigde Naties
- Resolutie 976 Veiligheidsraad Verenigde Naties (1995)
- Resolutie 1008 Veiligheidsraad Verenigde Naties (1995)

Lijst ·  893 ·  894 ·  895 ·  896 ·  897 ·  898 ·  899 ·  900 ·  901 ·  902 ·  903 ·  904 ·  905 ·  906 ·  907 ·  908 ·  909 ·  910 ·  911 ·  912 ·  913 ·  914 ·  915 ·  916 ·  917 ·  918 ·  919 ·  920 ·  921 ·  922 ·  923 ·  924 ·  925 ·  926 ·  927 ·  928 ·  929 ·  930 ·  931 ·  932 ·  933 ·  934 ·  935 ·  936 ·  937 ·  938 ·  939 ·  940 ·  941 ·  942 ·  943 ·  944 ·  945 ·  946 ·  947 ·  948 ·  949 ·  950 ·  951 ·  952 ·  953 ·  954 ·  955 ·  956 ·  957 ·  958 ·  959 ·  960 ·  961 ·  962 ·  963 ·  964 ·  965 ·  966 ·  967 ·  968 ·  969